# Fils de Sainte Marie Immaculée
Les fils de Sainte Marie Immaculée (en latin :  Congregatio Filiorum Sanctae Mariae Immaculatae) sont une congrégation cléricale de droit pontifical vouée à l'enseignement et à la promotion des vocations religieuses.

## Historique
La congrégation provient d'une pieuse union dédiée à l'Immaculée Conception fondée en Gênes en 1861 par le père Joseph Frassinetti (1804-1868). Le 14 janvier 1866, après un pèlerinage au sanctuaire de la Madonnetta (it), trois membres de la fraternité commencent à mener une vie commune et accueillent dans leur maison les jeunes aspirants au sacerdoce qui n'ont pas les moyens de financer leurs études.
La fraternité reçoit un nouvel élan sous la direction d'Antonio Piccardo, successeur de Frassinetti, où les fils de sainte Marie Immaculée se constitue en congrégation cléricale le 8 décembre 1903.
L'institut reçoit le décret de louange le 21 mai 1904 et reçoit l'approbation finale du Saint-Siège le 4 juin 1910 et ses constitutions le 17 mai 1931.

## Activités et diffusion
Les religieux se consacrent à l'éducation des jeunes et à la promotion des vocations religieuses.
Ils sont présents en : 
- Europe : Italie, Pologne.
- Amérique : Argentine, Chili, Mexique.
- Asie : Philippines.

La maison généralice est à Rome.
Au 31 décembre 2005, la congrégation comptait 24 maisons et 121 membres dont 87 prêtres.